# Хомеги, Ольга
Ольга Хомеги (рум. Olga Homeghi; род. 1 мая 1958, Фьени, Дымбовица), в замужестве Буларда (рум. Bularda) и Йонита (рум. Ionita) — румынская гребчиха, выступавшая за сборную Румынии по академической гребле в конце 1970-х и на всём протяжении 1980-х годов. Двукратная олимпийская чемпионка, трёхкратная чемпионка мира, победительница и призёрка многих регат национального значения.

## Биография
Ольга Хомеги родилась 1 мая 1958 года в городе Фиени, Румыния. Занималась академической греблей в Бухаресте в столичном гребном клубе «Динамо».
Дебютировала на взрослом международном уровне в сезоне 1978 года, когда вошла в основной состав румынской национальной сборной и выступила на чемпионате мира в Карапиро, где заняла пятое место в программе парных двоек.
В 1979 году побывала на мировом первенстве в Бледе, откуда привезла награду бронзового достоинства, выигранную в парных двойках — в финале пропустила вперёд только экипажи из Восточной Германии и Болгарии.
Благодаря череде удачных выступлений удостоилась права защищать честь страны на летних Олимпийских играх 1980 года в Москве — вместе с напарницей Валерией Рэчилэ в решающем финальном заезде парных двоек пришла к финишу третьей позади команд из СССР и ГДР — тем самым завоевала бронзовую олимпийскую медаль.
В 1981 году взяла бронзу в парных рулевых четвёрках на чемпионате мира в Мюнхене.
В 1983 году на мировом первенстве в Дуйсбурге стала серебряной призёркой в распашных рулевых четвёрках.
Находясь в числе лидеров гребной команды Румынии, благополучно прошла отбор на Олимпийские игры 1984 года в Лос-Анджелесе (будучи страной социалистического лагеря, формально Румыния бойкотировала эти соревнования по политическим причинам, однако румынским спортсменам всё же разрешили выступить на Играх частным порядком). На сей раз Хомеги стартовала в составе распашного четырёхместного экипажа, куда также вошли гребчихи Флорика Лаврик, Мария Фричою, Кира Апостол и рулевая Вьорика Йожа — в финале обошла всех своих соперниц и стала олимпийской чемпионкой.
После лос-анджелесской Олимпиады Ольга Хомеги осталась в составе румынской национальной сборной на ещё один олимпийский цикл и продолжила принимать участие в крупнейших международных регатах. Так, в 1985 году она отправилась представлять страну на мировом первенстве в Хазевинкеле, где выиграла серебряную медаль в рулевых четвёрках.
В 1986 году в безрульных двойках одержала победу на чемпионате мира в Ноттингеме.
На мировом первенстве 1987 года в Копенгагене дважды поднималась на верхнюю ступень пьедестала почёта, победила в безрульных двойках и рулевых восьмёрках, став таким образом трёхкратной чемпионкой мира по академической гребле.
В 1988 году успешно выступила на Олимпийских играх в Сеуле — добавила в послужной список золотую медаль, выигранную в безрульных двойках совместно с Родикой Арбой, и серебряную медаль, добытую в программе восьмёрок. Вскоре по окончании этих соревнований приняла решение завершить спортивную карьеру.